# Maurens (Gers)
Pour les articles homonymes, voir Maurens.
Maurens (Maurens en gascon) est une commune française située dans le sud-est du département du Gers en région Occitanie. Sur le plan historique et culturel, la commune est dans le Gimoès, un petit territoire autour de Gimont, traversé en son milieu par la Gimone.
Exposée à un climat océanique altéré, elle est drainée par le ruisseau de Lahas, le ruisseau de Laurio, le ruisseau d'en Bon et par divers autres petits cours d'eau.
Maurens est une commune rurale qui compte 302 habitants en 2022.  Elle fait partie de l'aire d'attraction de Toulouse. Ses habitants sont appelés les Maurensois ou  Maurensoises.

## Géographie

### Localisation
Maurens est une commune de Gascogne située à trois kilomètres au sud-est de Gimont, 15 kilomètres à l'ouest de L'Isle-Jourdain et à 48 kilomètres à l'ouest de Toulouse.

### Communes limitrophes
Maurens est limitrophe de cinq autres communes.
Les communes limitrophes sont  Frégouville, Gimont, Giscaro, Lahas et Montiron.
| Gimont   | Giscaro |             |
| Montiron | Maurens | Frégouville |
|          | Lahas   |             |

### Géologie et relief
La superficie de la commune est de 1 303 hectares ; son altitude varie de 166  à   256 mètres.
Maurens se situe en zone de sismicité 1 (sismicité très faible).

### Hydrographie

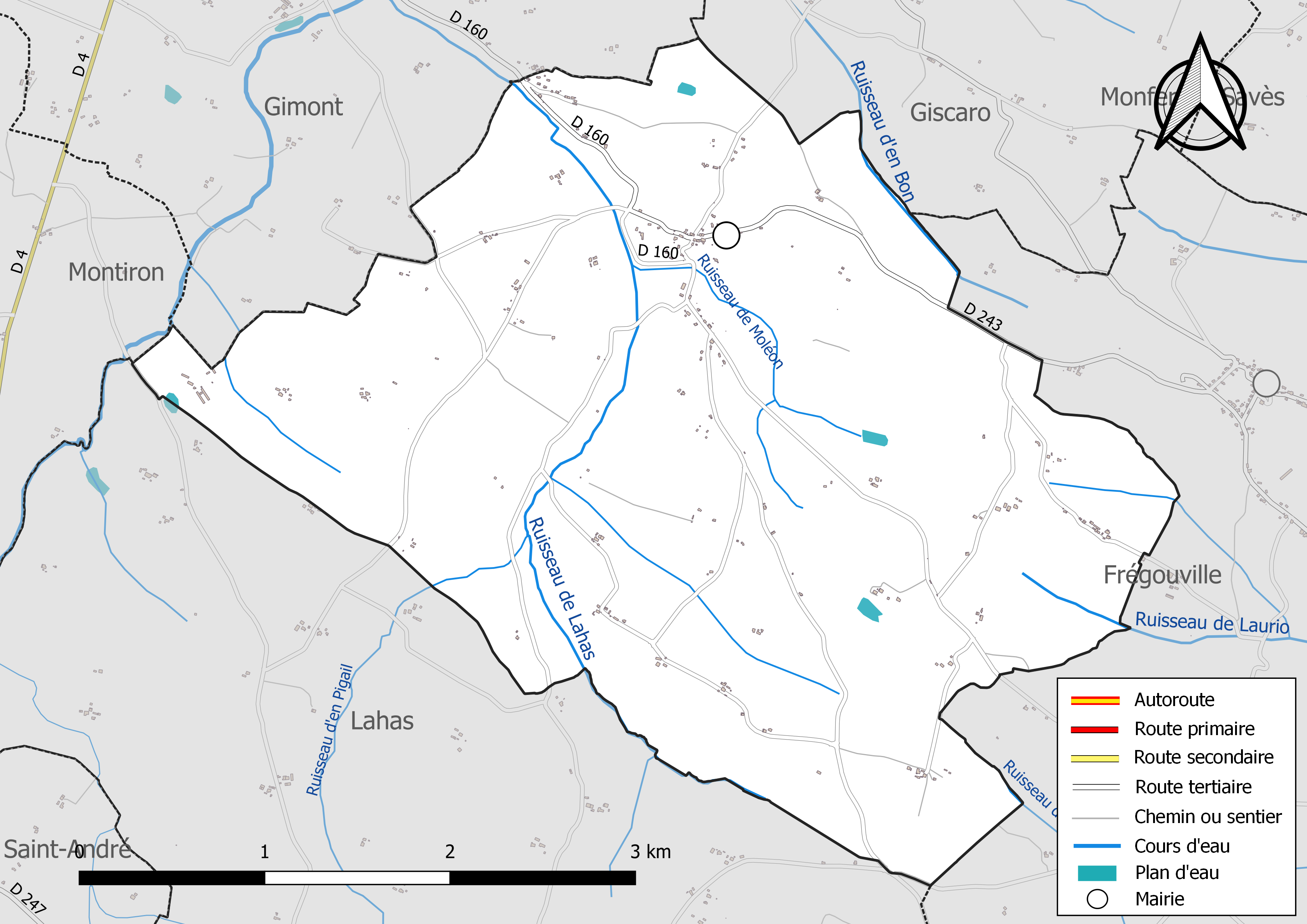
Réseaux hydrographique et routier de Maurens.

La commune est dans le bassin de la Garonne, au sein du bassin hydrographique Adour-Garonne. Elle est drainée par le ruisseau de Lahas, le ruisseau de Laurio, le ruisseau d'en Bon, le ruisseau de Baylac, le ruisseau de Moléon, le ruisseau d'en Pigail et par divers petits cours d'eau, qui constituent un réseau hydrographique de 12 km de longueur totale,.

### Climat
Pour des articles plus généraux, voir Climat de l'Occitanie et Climat du Gers.
En 2010, le climat de la commune est de type climat du Bassin du Sud-Ouest, selon une étude s'appuyant sur une série de données couvrant la période 1971-2000. En 2020, Météo-France publie une typologie des climats de la France métropolitaine dans laquelle la commune est exposée à un climat océanique altéré et est dans la région climatique Aquitaine, Gascogne, caractérisée par une pluviométrie abondante au printemps, modérée en automne, un faible ensoleillement au printemps, un été chaud (19,5 °C), des vents faibles, des brouillards fréquents en automne et en hiver et des orages fréquents en été (15 à 20 jours).
Pour la période 1971-2000, la température annuelle moyenne est de 13 °C, avec une amplitude thermique annuelle de 15,7 °C. Le cumul annuel moyen de précipitations est de 714 mm, avec 9,4 jours de précipitations en janvier et 5,7 jours en juillet. Pour la période 1991-2020, la température moyenne annuelle observée sur la station météorologique la plus proche, située sur la commune de Lahas à 5 km à vol d'oiseau, est de 13,9 °C et le cumul annuel moyen de précipitations est de 633,5 mm,. Pour l'avenir, les paramètres climatiques de la commune estimés pour 2050 selon différents scénarios d’émission de gaz à effet de serre sont consultables sur un site dédié publié par Météo-France en novembre 2022.

### Milieux naturels et biodiversité
Aucun espace naturel présentant un intérêt patrimonial n'est recensé sur la commune dans l'inventaire national du patrimoine naturel,,.

## Urbanisme

### Typologie
Au 1er janvier 2024, Maurens est catégorisée commune rurale à habitat très dispersé, selon la nouvelle grille communale de densité à sept niveaux définie par l'Insee en 2022.
Elle est située hors unité urbaine. Par ailleurs la commune fait partie de l'aire d'attraction de Toulouse, dont elle est une commune de la couronne,. Cette aire, qui regroupe 527 communes, est catégorisée dans les aires de 700 000 habitants ou plus (hors Paris),.

### Occupation des sols
L'occupation des sols de la commune, telle qu'elle ressort de la base de données européenne d’occupation biophysique des sols Corine Land Cover (CLC), est marquée par l'importance des territoires agricoles (100 % en 2018), une proportion identique à celle de 1990 (100 %). La répartition détaillée en 2018 est la suivante : 
terres arables (89,4 %), zones agricoles hétérogènes (10,6 %). L'évolution de l’occupation des sols de la commune et de ses infrastructures peut être observée sur les différentes représentations cartographiques du territoire : la carte de Cassini (XVIIIe siècle), la carte d'état-major (1820-1866) et les cartes ou photos aériennes de l'IGN pour la période actuelle (1950 à aujourd'hui).

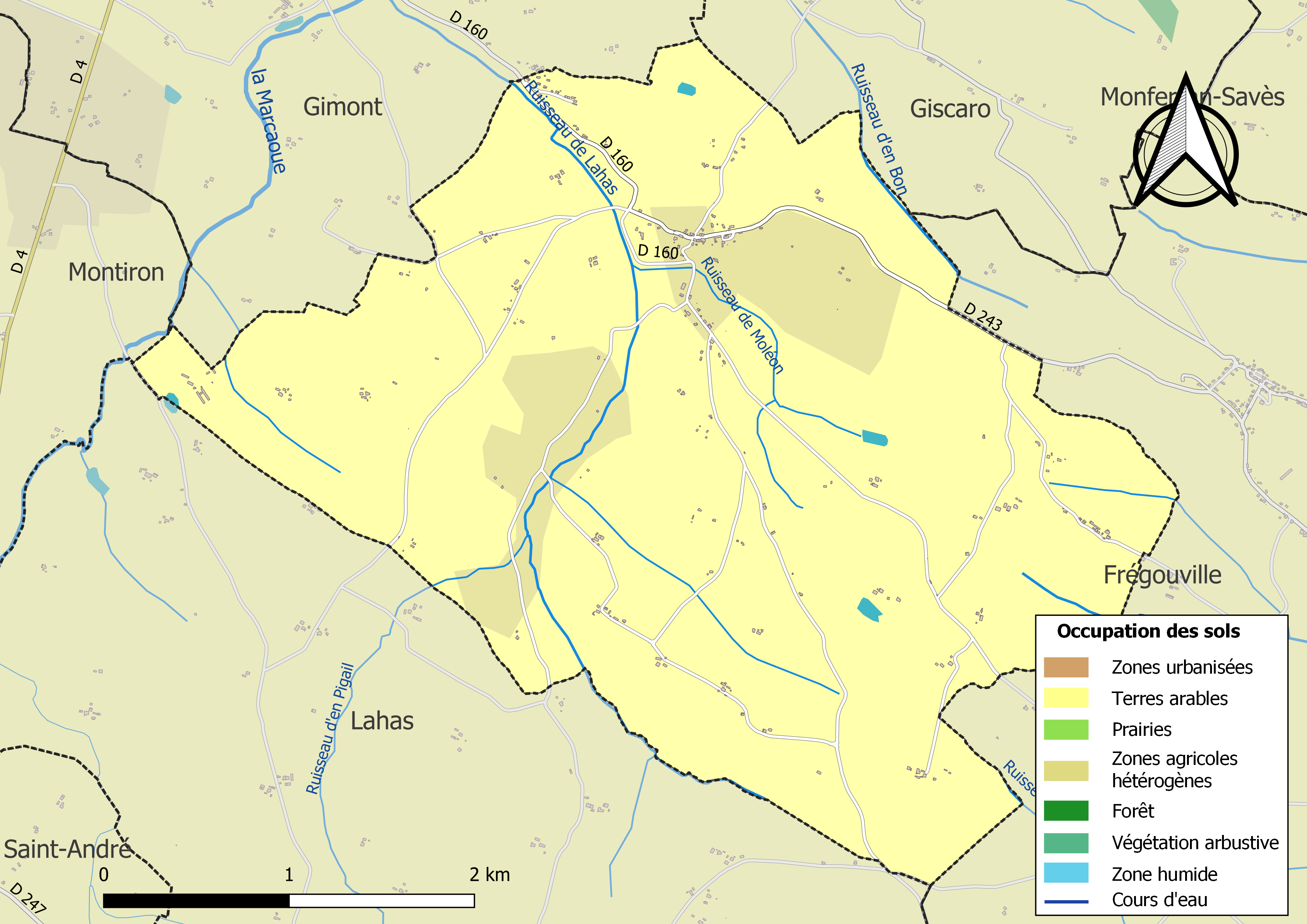
Carte des infrastructures et de l'occupation des sols de la commune en 2018 (CLC).

### Voies de communication et transports
Accès par la route nationale 124, et par le train en gare de Gimont-Cahuzac ou gare de L'Isle-Jourdain sur la ligne de Saint-Agne à Auch.

### Risques majeurs
Le territoire de la commune de Maurens est vulnérable à différents aléas naturels : météorologiques (tempête, orage, neige, grand froid, canicule ou sécheresse) et séisme (sismicité très faible). Il est également exposé à un risque technologique,  le transport de matières dangereuses. Un site publié par le BRGM permet d'évaluer simplement et rapidement les risques d'un bien localisé soit par son adresse soit par le numéro de sa parcelle.

#### Risques naturels

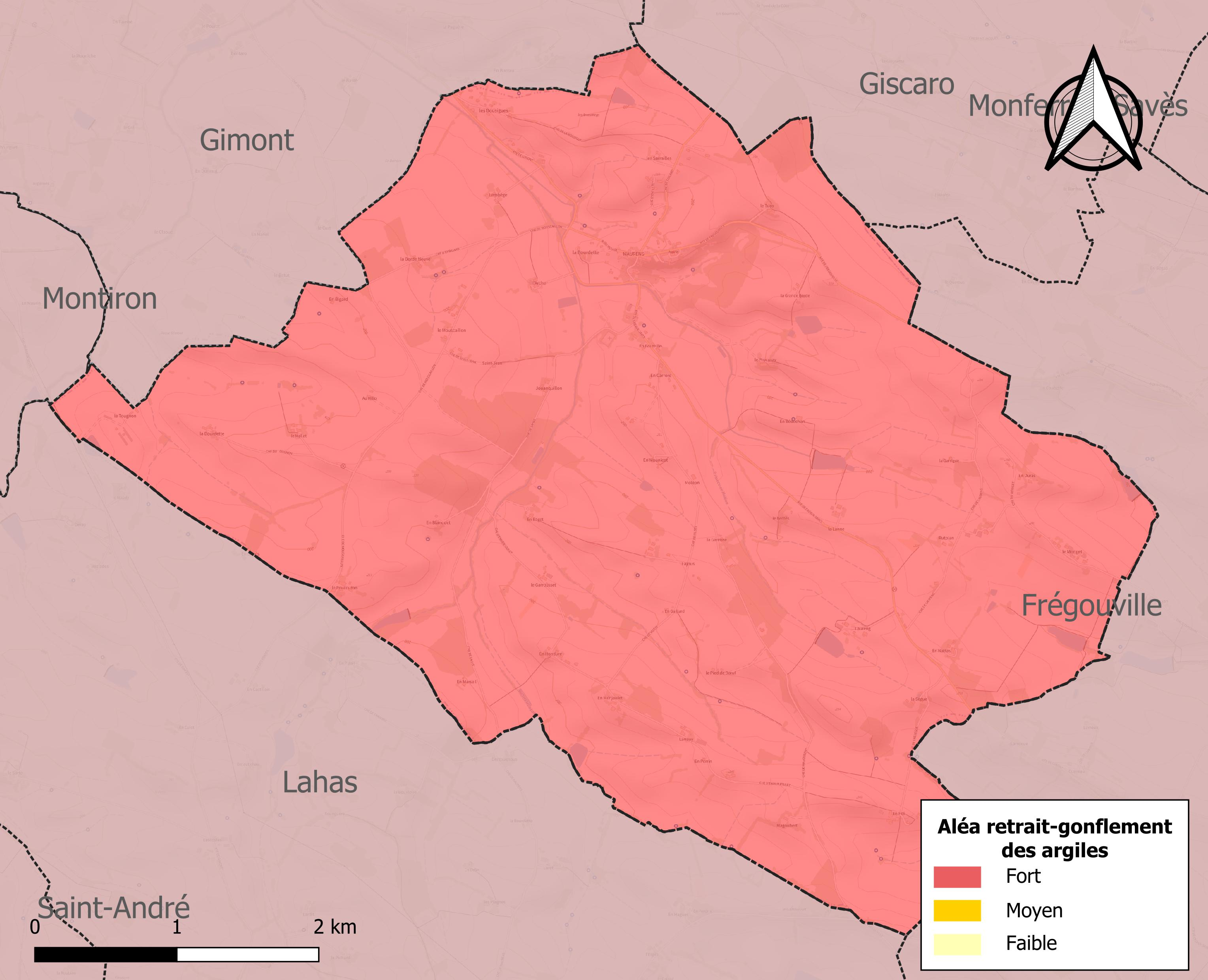
Carte des zones d'aléa retrait-gonflement des sols argileux de Maurens.

Le retrait-gonflement des sols argileux est susceptible d'engendrer des dommages importants aux bâtiments en cas d’alternance de périodes de sécheresse et de pluie. La totalité de la commune est en aléa moyen ou fort (94,5 % au niveau départemental et 48,5 % au niveau national). Sur les 133 bâtiments dénombrés sur la commune en 2019, 133 sont en aléa moyen ou fort, soit 100 %, à comparer aux 93 % au niveau départemental et 54 % au niveau national. Une cartographie de l'exposition du territoire national au retrait gonflement des sols argileux est disponible sur le site du BRGM,.
Par ailleurs, afin de mieux appréhender le risque d’affaissement de terrain, l'inventaire national des cavités souterraines permet de localiser celles situées sur la commune.
La commune a été reconnue en état de catastrophe naturelle au titre des dommages causés par les inondations et coulées de boue survenues en 1989, 1999 et 2009. Concernant les mouvements de terrains, la commune a été reconnue en état de catastrophe naturelle au titre des dommages causés par la sécheresse en 1989, 1992, 1993, 1998, 2002, 2003, 2011, 2015 et 2017 et par des mouvements de terrain en 1999.

#### Risques technologiques
Le risque de transport de matières dangereuses sur la commune est lié à sa traversée par des infrastructures routières ou ferroviaires importantes ou la présence d'une canalisation de transport d'hydrocarbures. Un accident se produisant sur de telles infrastructures est en effet susceptible d’avoir des effets graves au bâti ou aux personnes jusqu’à 350 m, selon la nature du matériau transporté. Des dispositions d’urbanisme peuvent être préconisées en conséquence.

## Toponymie
D'après Albert Dauzat et Charles Rostaing qui se basent sur les formes anciennes des autres Maurens (Dordogne, Haute-Garonne) et les noms analogues Moirans (Jura), Mourens (Gironde), Mourenx (Pyrénées-Atlantiques), il s'agit d'un anthroponyme roman Maurus ou germanique Moro, suivi du suffixe germanique -ingos, fréquent par ailleurs (cf. Toponymie française). Ernest Nègre cite le nom de personne germanique Mauringus pris absolument.
Un nom de personne similaire se retrouve dans Maureville et dans tous les Mauremont, Maurecourt, Morville, etc. du Nord de la France.

## Histoire
Travaux ayant marqué la vie du village de 1850 à 1996 :
- 1857 : réparation de la toiture de l'église ;
- 1865 : vente de 12 hectares de terre communale au lieu-dit le Mouscaillon (vendues aux enchères en 10 lots) ;
- 1872 : achat de la maison Branet, au centre du village, pour y aménager l'école et un logement pour l'instituteur ;
- 1883 : arrêté municipal autorisant la concession de terrains au cimetière ;
- 1927 : construction de la clôture du cimetière ;
- 1928 : réparation du clocher de l'église ;
- 1934 : incendie du château ;
- 1938 : achat du château et des terrains pour y construire l'école ;
- 1942 : vente aux particuliers des matériaux de démolition du château ;
- 1954 : réception des travaux de la nouvelle école ;
- 1983 : construction de la salle des fêtes ;
- 1984 : construction du court de tennis ;
- 1985 : construction du terrain de pétanque ;
- 1990 : agrandissement de la salle des fêtes ;
- 1991 : restauration du clocher de l'église ;
- 1995 : mise sous terre de l'éclairage et du téléphone dans le village.

Depuis 1850, le conseil municipal s'est beaucoup préoccupé de trois points essentiels pour la commune de Maurens, l'aide aux pauvres, l'école et la voirie.

## Héraldique
| Blason | Blasonnement : D'or à la grappe de raisin de pourpre. |

## Politique et administration

### Administration municipale
Le nombre d'habitants au recensement de 2011 étant compris entre 100 et 499, le nombre de membres du conseil municipal pour l'élection de 2014 est de onze,.

### Rattachements administratifs et électoraux
Commune faisant partie de la communauté de communes des Coteaux Arrats Gimone et du canton de Gimone-Arrats (avant le redécoupage départemental de 2014, Maurens faisait partie de l'ex-canton de Gimont) et avant le 1er janvier 2017 elle faisait partie de la communauté de communes de l'Arrats-Gimone.
Elle fait aussi partie du Pays Portes de Gascogne.

## Population et société

### Démographie
L'évolution du nombre d'habitants est connue à travers les recensements de la population effectués dans la commune depuis 1793. Pour les communes de moins de 10 000 habitants, une enquête de recensement portant sur toute la population est réalisée tous les cinq ans, les populations de référence des années intermédiaires étant quant à elles estimées par interpolation ou extrapolation. Pour la commune, le premier recensement exhaustif entrant dans le cadre du nouveau dispositif a été réalisé en 2006.

En 2022, la commune comptait 302 habitants, en évolution de −3,51 % par rapport à 2016 (Gers : +1,04 %, France hors Mayotte : +2,11 %).
| 1793 | 1800 | 1806 | 1821 | 1831 | 1841 | 1846 | 1851 | 1856 |
| ---- | ---- | ---- | ---- | ---- | ---- | ---- | ---- | ---- |
| 618  | 445  | 506  | 498  | 513  | 506  | 447  | 458  | 456  |

| 1861 | 1866 | 1872 | 1876 | 1881 | 1886 | 1891 | 1896 | 1901 |
| ---- | ---- | ---- | ---- | ---- | ---- | ---- | ---- | ---- |
| 498  | 485  | 497  | 477  | 482  | 447  | 427  | 427  | 422  |

| 1906 | 1911 | 1921 | 1926 | 1931 | 1936 | 1946 | 1954 | 1962 |
| ---- | ---- | ---- | ---- | ---- | ---- | ---- | ---- | ---- |
| 402  | 356  | 317  | 311  | 300  | 287  | 275  | 248  | 243  |

| 1968 | 1975 | 1982 | 1990 | 1999 | 2006 | 2011 | 2016 | 2021 |
| ---- | ---- | ---- | ---- | ---- | ---- | ---- | ---- | ---- |
| 212  | 221  | 200  | 177  | 208  | 288  | 301  | 313  | 305  |

| 2022 | - | - | - | - | - | - | - | - |
| ---- | - | - | - | - | - | - | - | - |
| 302  | - | - | - | - | - | - | - | - |

| selon la population municipale des années : | 1968 | 1975 | 1982 | 1990 | 1999 | 2006 | 2009 | 2013 |
| Rang de la commune dans le département      | 188  | 201  | 245  | 213  | 171  | 124  | 116  | 120  |
| Nombre de communes du département           | 466  | 462  | 462  | 462  | 463  | 463  | 463  | 463  |

### Enseignement
Maurens fait partie de l'académie de Toulouse.

### Activités sportives
Chasse, pétanque,

## Économie

### Revenus
En 2018  (données Insee publiées en septembre 2021), la commune compte 116 ménages fiscaux, regroupant 322 personnes. La médiane du revenu disponible par unité de consommation est de 25 490 € (20 820 € dans le département).

### Emploi
|                | 2008  | 2013  | 2018  |
| -------------- | ----- | ----- | ----- |
| Commune        | 2,9 % | 2,7 % | 7,6 % |
| Département    | 6,1 % | 7,5 % | 8,2 % |
| France entière | 8,3 % | 10 %  | 10 %  |

En 2018, la population âgée de 15 à 64 ans s'élève à 183 personnes, parmi lesquelles on compte 79,5 % d'actifs (71,9 % ayant un emploi et 7,6 % de chômeurs) et 20,5 % d'inactifs,. Depuis 2008, le taux de chômage communal (au sens du recensement) des 15-64 ans est inférieur à celui de la France et du département.
La commune fait partie de la couronne de l'aire d'attraction de Toulouse, du fait qu'au moins 15 % des actifs travaillent dans le pôle,. Elle compte 36 emplois en 2018, contre 48 en 2013 et 46 en 2008. Le nombre d'actifs ayant un emploi résidant dans la commune est de 135, soit un indicateur de concentration d'emploi de 26,3 % et un taux d'activité parmi les 15 ans ou plus de 61,9 %.
Sur ces 135 actifs de 15 ans ou plus ayant un emploi, 33 travaillent dans la commune, soit 24 % des habitants. Pour se rendre au travail, 89,1 % des habitants utilisent un véhicule personnel ou de fonction à quatre roues, 1,5 % les transports en commun, 2,2 % s'y rendent en deux-roues, à vélo ou à pied et 7,3 % n'ont pas besoin de transport (travail au domicile).

### Activités hors agriculture
30 établissements sont implantés  à Maurens au 31 décembre 2019. Le tableau ci-dessous en détaille le nombre par secteur d'activité et compare les ratios avec ceux du département,.
Le secteur du commerce de gros et de détail, des transports, de l'hébergement et de la restauration est prépondérant sur la commune puisqu'il représente 30 % du nombre total d'établissements de la commune (9 sur les 30 entreprises implantées  à Maurens), contre 27,7 % au niveau départemental.

### Agriculture
La commune est dans les « Coteaux du Gers », une petite région agricole occupant l'est du département du Gers. En 2020, l'orientation technico-économique de l'agriculture  sur la commune est la culture de céréales et/ou d'oléoprotéagineuses.
|               | 1988  | 2000  | 2010  | 2020  |
| ------------- | ----- | ----- | ----- | ----- |
| Exploitations | 27    | 22    | 18    | 14    |
| SAU (ha)      | 1 124 | 1 403 | 1 593 | 1 272 |

Le nombre d'exploitations agricoles en activité et ayant leur siège dans la commune est passé de 27 lors du recensement agricole de 1988  à 22 en 2000 puis à 18 en 2010 et enfin à 14 en 2020, soit une baisse de 48 % en 32 ans. Le même mouvement est observé à l'échelle du département qui a perdu pendant cette période 51 % de ses exploitations,. La surface agricole utilisée sur la commune a quant à elle augmenté, passant de 1 124 ha en 1988 à 1 272 ha en 2020. Parallèlement la surface agricole utilisée moyenne par exploitation a augmenté, passant de 42 à 91 ha.

## Culture locale et patrimoine

### Lieux et monuments
- Église Saint-Blaise.
- Le Château de Maurens a disparu partiellement lors d'un incendie en 1934. Dans la nomenclature officielle des châteaux du Gers de 1810, il apparaît "Le château de Maurens (76), à M. Desinnorens, ex-président du Parlement de Toulouse"[40].